# Campeonato do Mundo de Hóquei em Patins Feminino de 2019
O Campeonato do Mundo de Hóquei em Patins Feminino de 2019 foi a 15ª edição desta prova e esteve integrado na segunda edição dos Jogos Mundiais de Patinagem. Realizou-se na cidade de Barcelona. Esta competição foi organizada pela World Skate. 

## Classificação Final
| Campeonato do Mundo | Campeonato do Mundo |      | Taça Intercontinental | Taça Intercontinental |
| Rank                | Pais                | Rank | Pais                  |                       |
| ------------------- | ------------------- | ---- | --------------------- | --------------------- |
|                     | Espanha             | 9º   | Colômbia              |                       |
|                     | Argentina           | 10º  | Inglaterra            |                       |
|                     | Chile               | 11º  | Japão                 |                       |
| 4º                  | Itália              | 12º  | Estados Unidos        |                       |
| 5º                  | Portugal            | 13º  | Índia                 |                       |
| 6º                  | Alemanha            | 14º  | China                 |                       |
| 7º                  | França              |      |                       |                       |
| 8º                  | Suíça               |      |                       |                       |